# 奈傑爾·埃文斯
（1957年11月10日—）是一位英格蘭政治人物，他的黨籍是保守黨。自1992年開始，他擔任里布爾谷選區選出的英國下議院議員。他畢業於斯旺西大學。